# Gäddesjön (Ambjörnarps socken, Västergötland)
Gäddesjön är en sjö i Tranemo kommun i Västergötland och ingår i Ätrans huvudavrinningsområde. Sjön har en area på 0,14 kvadratkilometer och ligger 174,3 meter över havet.

## Delavrinningsområde
Gäddesjön ingår i det delavrinningsområde (636974-134955) som SMHI kallar för Ovan Brusarebäcken. Medelhöjden är 183 meter över havet och ytan är 5,36 kvadratkilometer. Räknas de 2 avrinningsområdena uppströms in blir den ackumulerade arean 17,93 kvadratkilometer. Lillån (Kalvån) som avvattnar avrinningsområdet har biflödesordning 2, vilket innebär att vattnet flödar genom totalt 2 vattendrag innan det når havet efter 136 kilometer. Avrinningsområdet består  mestadels av skog (60 procent). Avrinningsområdet har 0,46 kvadratkilometer vattenytor vilket ger det en sjöprocent på 8,5 procent. Bebyggelsen i området täcker en yta av 0,84 kvadratkilometer eller 16 procent av avrinningsområdet.